# Segestidea queenslandica
Segestidea queenslandica är en insektsart som beskrevs av Rentz, D.C.F., Y. Su och Norihiro Ueshima 2006. Segestidea queenslandica ingår i släktet Segestidea och familjen vårtbitare. Inga underarter finns listade i Catalogue of Life.